# アリーナフットボールリーグ
アリーナフットボールリーグ（Arena Football League, AFL）は、アメリカで1987年に創設されたアリーナフットボールのプロリーグ。2009年に破産し、いったん解散。マイナーリーグとしてaf2（arenafootball2）があった。2010年に再開し、その時点でのチーム数は15であったが、2009年のAFL解散後に新設されたリーグに移籍するチームや倒産するチームが相次いだため、2019年には、チーム数は6チームであった。2019年11月27日、リーグは破産を申請した。
その後、同名のリーグが2023年に結成された2024年に16チームで興行されるも、シーズン途中で種々の問題を抱えてシーズン終了時には8チームとなった。2024年9月、この8チームは新リーグArena Football Oneを結成すると発表した。
2025年3月、Areana Football Oneはシーズンを開始した。

## 歴史
- 1987年 ジム・フォスターにより創設される。リーグはシカゴ・ブルーザーズ、デンヴァー・ダイナマイト、ピッツバーグ・グラディエイターズ、ワシントン・コマンドスの4チームで始まった。最初の試合となったのは6月17日に行われたピッツバーグ対ワシントン戦で、12,117人の観客を集めた。
- 1996年 レギュラーシーズンの総観客数が初めて100万人を超える。
- 2000年 マイナーリーグとしてaf2が設立される。
- 2008年12月 世界的な不況を受け、2009年シーズンのAFL中止が発表される。
- 2009年8月 リーグ再開を断念。リーグはその後破産。後にaf2を中心とした組織Arena Football 1(AF1)が作られる。
- 2010年2月 AF1がこれまで通りの名称「アリーナフットボールリーグ」でリーグを再開することを発表。
- 2010年4月 リーグ再開。
- 2019年11月 破産申請。
- 2024年3月、16チームで再結成されてシーズン開始
- 2024年9月6日、8チームが新リーグArena Football One結成を発表

## ルール
- フィールド

横85フィート、縦50ヤード。エンドゾーンは8ヤード。
- ゴールポスト

横9フィート、高さ15フィート。
- ボール

大きさ、重さともNFLに準拠。
- プレイ人数

フィールド上は8人。出場可能人数はベンチ入りを含め20人。
- フォーメーション

オフェンスはスクリメージライン上に4人以上、ディフェンスは3人以上セットすること。
C（センター）左右のラインメンのどちらかは、セット時に手を挙げて自分がTE（タイトエンド）であることを宣言する。
LB（ラインバッカー）2人はスクリメージラインから5ヤード以内、オフェンスラインの幅の中（通称「ボックス」）にセットし、ブリッツはウイークサイドの1人だけしかできない。
- パス

NCAAのルールに準拠。パスキャッチはNFLと異なり、片方の脚でもフィールドにあればインバウンズ扱い。
- オーバータイム

オーバータイムはリーグ戦、プレイオフ共に15分間。

## 加盟チーム
| チーム                                     | 本拠地                                   | ホームアリーナ                 | 創設年       |
| 現在のチーム                               | 現在のチーム                             | 現在のチーム                   | 現在のチーム |
| ------------------------------------------ | ---------------------------------------- | ------------------------------ | ------------ |
| オールバニ・エンパイア                     | ニューヨーク州オールバニ                 | タイムズ・ユニオン・センター   | 2017         |
| アトランティックシティ・ブラックジャックス | ニュージャージー州アトランティックシティ | ボードウォーク・ホール         | 2019         |
| ボルチモア・ブリゲイド                     | メリーランド州ボルチモア                 | ロイヤル・ファームズ・アリーナ | 2016         |
| コロンバス・デストロイヤーズ               | オハイオ州コロンバス                     | ネイションワイド・アリーナ     | 1999         |
| フィラデルフィア・ソウル                   | ペンシルベニア州フィラデルフィア         | ウェルズ・ファーゴ・センター   | 2004         |
| ワシントン・バロー                         | ワシントンD.C.                           | ベライゾン・センター           | 2016         |

## 観客動員数
| シーズン           | チーム数 | 1試合平均 |
| ------------------ | -------- | --------- |
| Test season (1986) | 2        | なし      |
| 1987               | 4        | 11,278    |
| 1988               | 6        | 8,512     |
| 1989               | 5        | 5,705     |
| 1990               | 6        | 8,900     |
| 1991               | 8        | 10,250    |
| 1992               | 12       | 12,268    |
| 1993               | 10       | 11,530    |
| 1994               | 11       | 10,748    |
| 1995               | 13       | 11,260    |
| 1996               | 15       | 10,787    |
| 1997               | 14       | 10,935    |
| 1998               | 14       | 10,594    |
| 1999               | 15       | 10,013    |
| 2000               | 16       | 9,618     |
| 2001               | 19       | 9,188     |
| 2002               | 16       | 9,958     |
| 2003               | 16       | 11,397    |
| 2004               | 19       | 12,019    |
| 2005               | 17       | 12,829    |
| 2006               | 18       | 12,378    |
| 2007               | 19       | 12,392    |
| 2008               | 17       | 12,957    |
| Bankruptcy (2009)  | なし     | なし      |
| 2010               | 15       | 8,135     |
| 2011               | 18       | 8,241     |
| 2012               | 17       | 7,841     |
| 2013               | 14       | 8,195     |
| 2014               | 14       | 8,473     |
| 2015               | 12       | 8,947     |
| 2016               | 8        | 9,342     |
| 2017               | 5        | 9,248     |
| 2018               | 4        | 7,764     |
| 2019               | 6        | 7,195     |

## テレビゲーム
- Arena Football（C159 Production、機種:コモドール64） 1988年発売
- Kurt Warner's Arena Football Unleashed（Midway Games、機種:PS） 2000年5月18日発売
- Arena Football（EA Sports、機種:PS2, Xbox） 2006年2月7日発売
- Arena Football: Road to Glory（EA Sports、機種:PS2） 2007年2月21日発売

## 2024年のアリーナフットボールリーグ
2024年4月27日、2019年に終了したリーグの登録商標を受け継ぎ、Champions Indoor Football からのチームを加え、16チームでシーズンがスタートした。だが財政など様々な問題が生じて次々とチームは活動を中止した。2024年6月のレギュラーシーズン終了時には8チームしか残らなかった。うち6チームがプレーオフに進んだ。2024年9月6日、残った8チームはリーグからの離脱とArena Football Oneの結成を発表した。

## Arena Football One
2024年に再結成されるも種々の問題を抱えて消滅したアリーナフットボールリーグの8チームが新たに結成した。その後チームの解散と追加を経て、8チームで2025年3月30日にシーズンを開始した 。